# Delmarva
Delmarva è una penisola della costa orientale degli Stati Uniti compresa tra gli estuari dei fiumi Delaware e Susquehanna.
Il nome è una specie di sigla, formata da Delaware, Maryland e Virginia (la cui abbreviazione è VA), i tre Stati tra cui è suddiviso il territorio della penisola.

## Geografia
È delimitata a nord e a nord-est dal fiume Delaware e dalla baia del Delaware, a est dall'Oceano Atlantico ed a ovest dalla baia di Chesapeake.
Nell'istmo settentrionale che collega la penisola al continente nordamericano fu scavato il canale Chesapeake & Delaware, completato nel 1829, rendendo di fatto la penisola un'isola.
Il territorio è pianeggiante. Diversi fiumi drenano la penisola. I principali sfociano nella baia di Chesapeake. Tra questi il Chester, il Choptank, il Nanticoke (che riceve da nord il Marshyhope Creek) il Wilcomico ed il Pocomoke. La costa occidentale e quella sud-orientale sono molto frastagliate. Lungo le coste sono frequenti le paludi costiere.
La penisola è divisa amministrativamente tra gli Stati del Delaware, del Maryland e della Virginia. Lo Stato del Delaware occupa la parte nord-orientale, il Maryland occupa l'area centrale e nord-occidentale, la Virginia ne occupa la parte meridionale. Il principale centro della penisola è Dover, capitale dello Stato del Delaware.
I principali centri abitati situati nella parte che ricade nel Maryland sono Cambridge, Salisbury e Ocean City. Le cittadine di Cape Charles e Chincoteague sono poste nell'area che ricade in Virginia. Quest'area è collegata al resto della Virginia grazie al Chesapeake Bay Bridge.

## Storia
I primi abitanti noti della penisola furono i nativi americani Assateague, che stipularono una serie di trattati con i coloni del Maryland, ma progressivamente questi si impossessarono delle loro terre. L'area dell'attuale Delaware fu colonizzata dagli svedesi a cui subentrarono gli olandesi. Gli inglesi imposero il loro controllo a partire dal 1664. Quest'area fece parte della colonia della Pennsylvania fino al 1776 quando fu fondato lo Stato del Delaware. 
Il primo tentativo di dar vita alla colonia del Maryland si deve a George Culvert nel 1629, ma la colonia nacque nel 1632 quando Carlo I concesse l'area al figlio di George,  Caecilius Calvert. 
L'area del Maryland sulla penisola di Delmarva (Eastern Shore of Maryland) ha sempre avuto un suo carattere distinto dal resto dello Stato e diverse proposte furono discusse al Congresso nel corso degli anni con lo scopo di creare un nuovo Stato separato dal resto del Maryland. Altre proposte in passato hanno proposto uno Stato che comprendesse l'intera penisola di Delmarva.